# Giulio Cogni
Giulio Cogni (geb. 10. Januar 1908; gest. 15. November 1983) war ein italienischer Schriftsteller, Rassentheoretiker, Komponist und Musikkritiker.

## Leben
Giulio Cogni wurde 1908 geboren. Er lehrte Musikpsychologie und Ästhetik am Konservatorium „Luigi Cherubini“. Er veröffentlichte Artikel in den Fachzeitschriften Il Mattino, Il Messaggero, La Sicilia und Gazzetta del Sud.
Er war auch ein italienischer Rassentheoretiker und ein Mitglied der Nationalen Faschistischen Partei (Partito Nazionale Fascista) in Italien. Cogni schrieb ein Werk mit dem Titel Il Razzismo (1936) und bat Benito Mussolini, den Duce, um eine Rezension. Mussolini war zunächst nicht daran interessiert, doch einige Jahre später fanden Cognis Ideen Eingang in die faschistische Rassenpolitik. Das Werk wurde noch im Erscheinungsjahr durch die römisch-katholische Glaubenskongregation auf den Index gesetzt.
1941 reiste Giulio Cogni nach Weimar in das nationalsozialistische Deutschland, um sich mit anderen europäischen Schriftstellern zu treffen und der von Joseph Goebbels gegründeten  Europäischen Schriftsteller-Vereinigung (ESV) beizutreten.

In dem Buch Rassenideologien des deutschen Politikwissenschaftlers und Historikers Patrik von zur Mühlen wird Cognis Rassismus folgendermaßen verortet: 

„Neben Evola wirkte seine Gesinnungsgenosse Giulio Cogni, der einen engen Kontakt mit Günther und anderen deutschen Gesinnungsgenossen pflegte, obwohl er ihnen ideologisch ferner stand als Evola. Denn Cogni unternahm den Versuch einer Synthese von Giuseppe Sergi mediterranem und Günthers nordischem Rassengedanken: er unterstrich die Verwandtschaft der großen blonden und der dunklen Langschädel, die einander ebenbürtige Vertreter der weißen Rasse und gleichermaßen Urheber der höchsten kulturellen Leistungen der Weltgeschichte seien.“

## Publikationen
- Studi mistici, Siena, La Rivoluzione Fascista, 1930
- Saggio sull’Amore come nuovo principio d’immortalità, Torino, Bocca, 1932
- Difesa del saggio su l’amore, Torino, Bocca,  1933
- Il razzismo, Milano, Bocca, 1937
- Lo spirito assoluto: saggio critico sul problema teologico, Firenze, La nuova Italia, 1937
- I valori della stirpe italiana, Milano, Bocca, 1937
- Il Segreto del Genio, Firenze, Vallecchi, 1941
- Le forze segrete della musica, Siena, Ticci, 1942
- Agape Sacra, Siena, Ausonia, 1948
- Agape Eterna, Siena, Maia, 1952
- Che cosa è la musica? Elementi di psicologia della musica, Milano, Curci, 1956
- Wagner e Beethoven, Firenze, Sansoni, 1960
- Alberto Viviani: poeta, narratore, saggista, Firenze, Il fauno ed., 1961
- Universo fagico: testi e saggi, Roma, Ciranna, 1966
- Io sono te: sesso e oblazione, Milano, Ceschina, 1970
- Ahamannam: io sono cibo: essere universale di tutte le forme : dalla Taittirya Upanishad all’eucaristia, Roma, Edizioni mediterranee, 1982
- Canti vedantici, Roma, Albatros, 1982